# Pustków (Opole)
Pustków [pronunciación en polaco: /ˈpustkuf/] (en alemán: Pustkow: Pustkow) es un pueblo ubicado en el distrito administrativo de Gmina Ozimek, dentro del Condado de Opole, Voivodato de Opole, en el sur de Polonia occidental.
Se encuentra aproximadamente a 4 kilómetros al noroeste de Ozimek y a 18 kilómetros km al este de la capital regional Opole.
El pueblo tiene una población de 500 habitantes.